# Puzznic
Puzznic (パズニック, Pazunikku) est un jeu d'arcade de type jeu de puzzle développé et produit par Taito en 1989 et porté sur la Nintendo Entertainment System, la Game Boy, la PC Engine, sur Sharp X68000, sur Commodore Amiga, Atari ST, Amstrad CPC, Commodore 64, MS-DOS et ZX Spectrum entre 1990 et 1991. Le portage sur les ordinateurs personnels est réalisé par Ocean Software, le portage de 2003 pour la PlayStation est réalisé par Altron. Un portage pour l'Apple IIGS est achevé en 1990, cependant il n'a jamais été commercialisé (un exemplaire divulgué a cependant été diffusé). Un clone pour le PC, Brix (en), a été sorti par Epic MegaGames en 1992. La version japonaise arcade et FM Towns comporte du contenu pour adultes au cours du jeu; une femme nue est affichée à la fin du niveau.
Puzznic comporte de fort graphismes et certaines similitudes de gameplay avec Plotting. Un remake indépendant est réalisé en 2009 pour iPhone, appelé Gem Panic et, pour les appareils Android, une clone arcade appelé PuzzMagic! apparu en 2015, incluant tous les niveaux arcade originaux et plus de 1000 niveaux supplémentaires porté à partir du remake Palm Pilot de 2001, Vexed. Blockbusterz Hard Puzzle Game sur iPhone et iPad est apparu en 2019.       
Il y eut aussi un remake de Puzznic pour les calculatrices TI-83+/84+ réalisé en 2002 par Joel Seligstein.
De nombreux clones partagent le même gameplay basic de Puzznic mais ont ajouté des fonctionnalités supplémentaires au fil des ans:- Puzztrix sur le web et sur PC, Addled and Germinal sur l'iPhone, Puzzled sur les téléphones mobiles.
Le jeu Blockbusterz pour iPhone et iOS publié en 2019, contient plus de 700 niveaux et se développe activement
Le jeu a été classé 34e meilleur jeu de tous les temps par Amiga Power.